# سيدي إبراهيم السلامي
سيدي إبراهيم السلامي البحري هو الولي الصالح دفين الجزائر العاصمة بالأميرالية.

## نشأته
ينحدر سيدي إبراهيم السلامي البحري من بلدية أولاد سيدي إبراهيم التي هي إحدى بلديات ولاية المسيلة حاليا، حيث تقع وسط الولاية وتبعد عنها بمسافة 60 كلم.

## وفاته
توفي سيدي إبراهيم السلامي البحري في أواسط القرن الثامن الهجري حوالي 1327م تاركا ولده الولي الصالح سيدي إبراهيم الغول الذي سمي بالغول لتغوله في العلم.

## سيرته
الولي الصالح سيدي إبراهيم السلامي البحري، والد الولي الصالح سيدي إبراهيم الغول وصهر الولي الصالح شريف أبي سعادة (بوسعادة) سيدي سليمان بن ربيعة، دفن في الأميرالية بالجزائر العاصمة التي استشهد في مرساها لما كان ذاهبا أو آيبا إلى بيت الله الحرام وكان سيدي إبراهيم الغول في بطن أمه عند أخواله في حي الشرفة ببوسعادة، وقد قام حاكم الجزائر في تلك الفترة الذي كان يعرفه معرفة شخصية في الديار المشرقية قبل قدومهم إلى الجزائر بتكريمه نظرا لمكانته الرفيعة وبنى على ضريحه قبة فخيمة، ورتب لها قيما ونفقات وكان ضريحه مقصودا للزيارة والتبرك، وقبته مازالت قائمة إلى يومنا هذا.
وهناك رواية بأن سيدي إبراهيم السلامي البحري قد استشهد في مدينة الجزائر في في معركة بحرية ضد الاحتلال الإسباني وضريحه موجود بالأميرالية الجزائر.

## مدفع بابا مرزوق
مدفع بابا مرزوق تم صنعه في دار النحاس التي كانت موجودة بجوار ثانوية الأمير عبد القادر حاليا بالعاصمة سنة 1542، بعد أن جاء الإخوة خير الدين وعروج بربروس إلى الجزائر سنة 1529 لرد خطر الإسبانيين الذين احتلوا قلعة «البنيون»
فكان أول ما قام به خير الدين بربروس هو دعم الصناعة المدفعية وكان مدفع بابا مرزوڤ من أهم ما صُنع خلال تلك الفترة وتم وضعه في برج رأس عمار بميناء الجزائر فوق ضريح سيدي إبراهيم السلامي البحري.

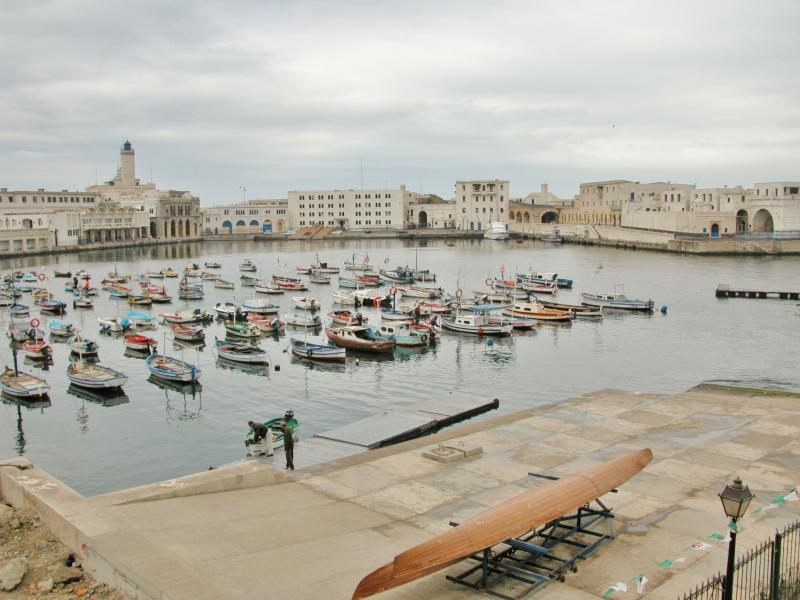
ضريح سيدي إبراهيم البحري
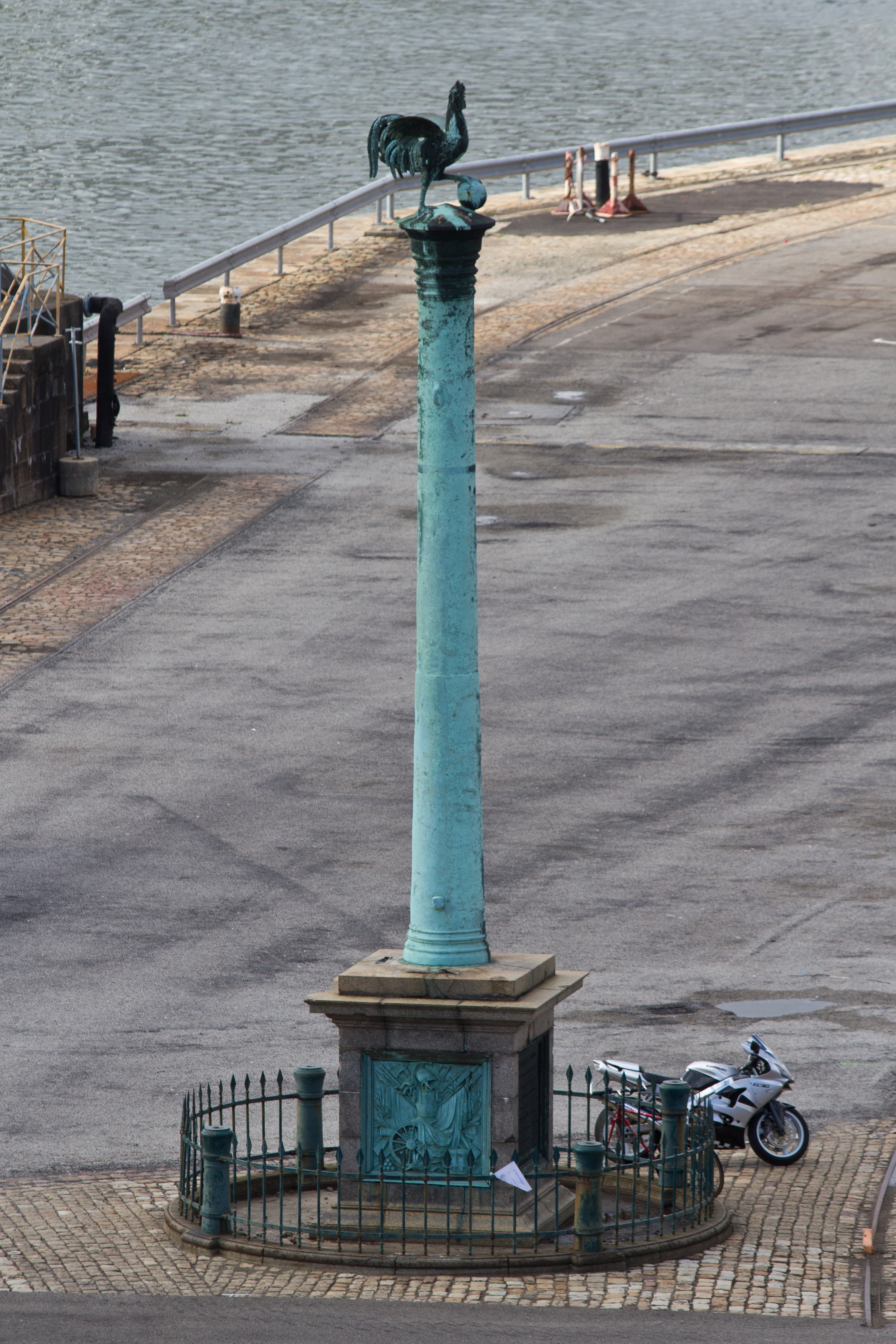
مدفع بابا مرزوق في برست بفرنسا
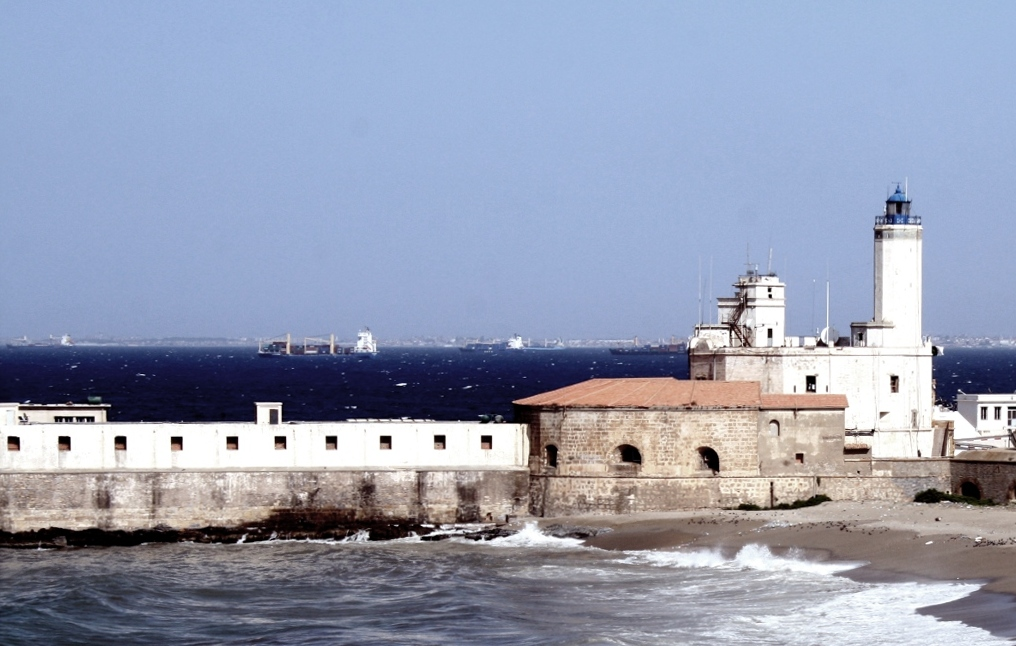
قلعة البنيون
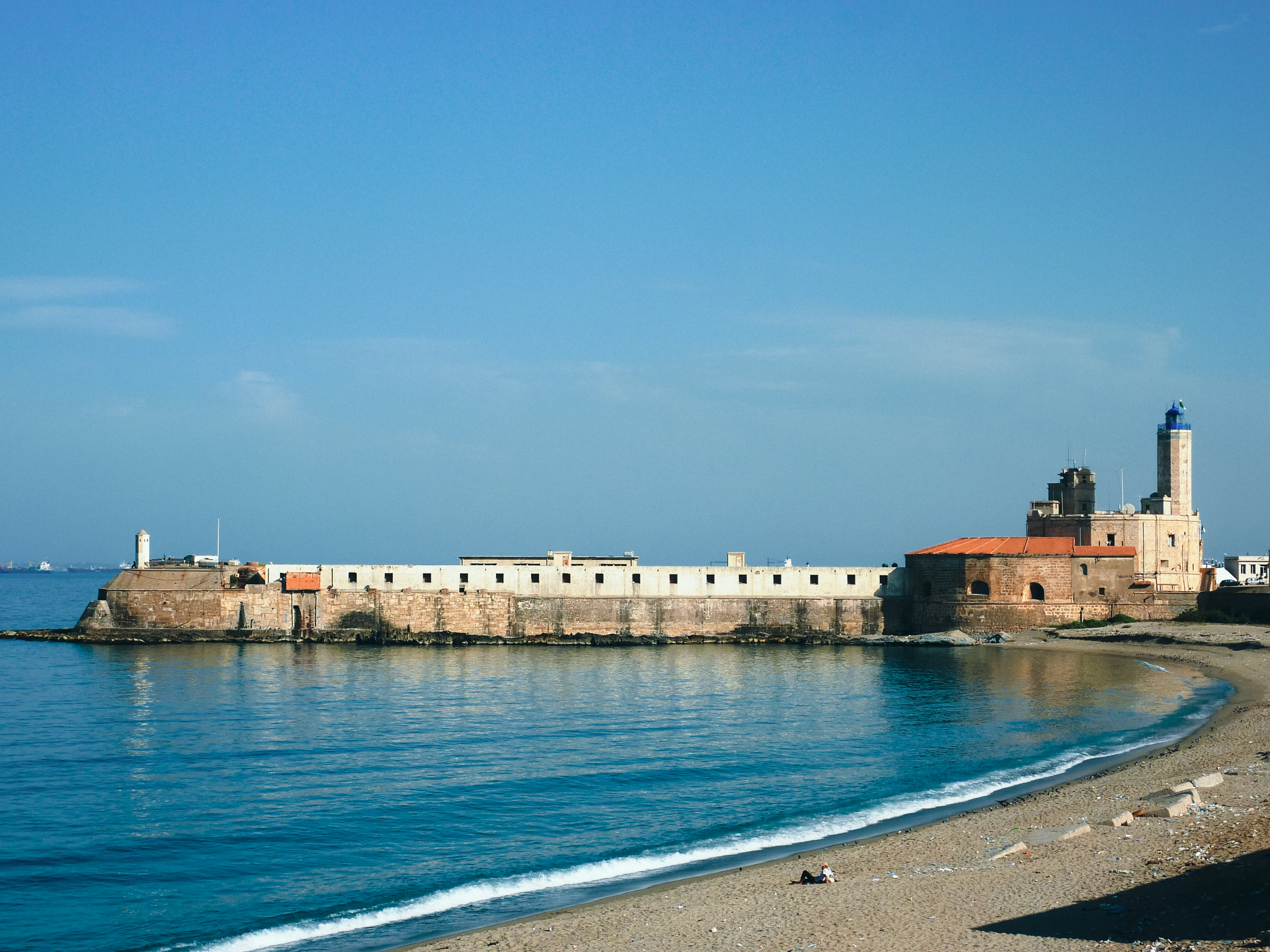
الضريح في الأميرالية